# Lisiya Ridge
Lisiya Ridge (englisch; bulgarisch Лисийски хребет Lissijski chrebet) ist ein vereister, in nordost-südwestlicher Ausrichtung 16 km langer und 11 km breiter Gebirgskamm an der Basis der Magnier-Halbinsel an der Graham-Küste des Grahamlands auf der Antarktischen Halbinsel. Er ragt zwischen den Kopfenden der Leroux-Bucht und der Bigo Bay auf. Begrenzt wird er nach Süden durch den Comrie-Gletscher und nach Osten durch den Luke-Gletscher. Zu ihm gehören der Mount Bigo am südwestlichen Ende sowie Mount Perchot im Zentrum. Seine markanten Nordwesthänge sind teilweise unvereist.
Britische Wissenschaftler kartierten ihn 1971. Die bulgarische Kommission für Antarktische Geographische Namen benannte ihn 2010 nach der Ortschaft Lissija im Südwesten Bulgariens.